# Lasauvage

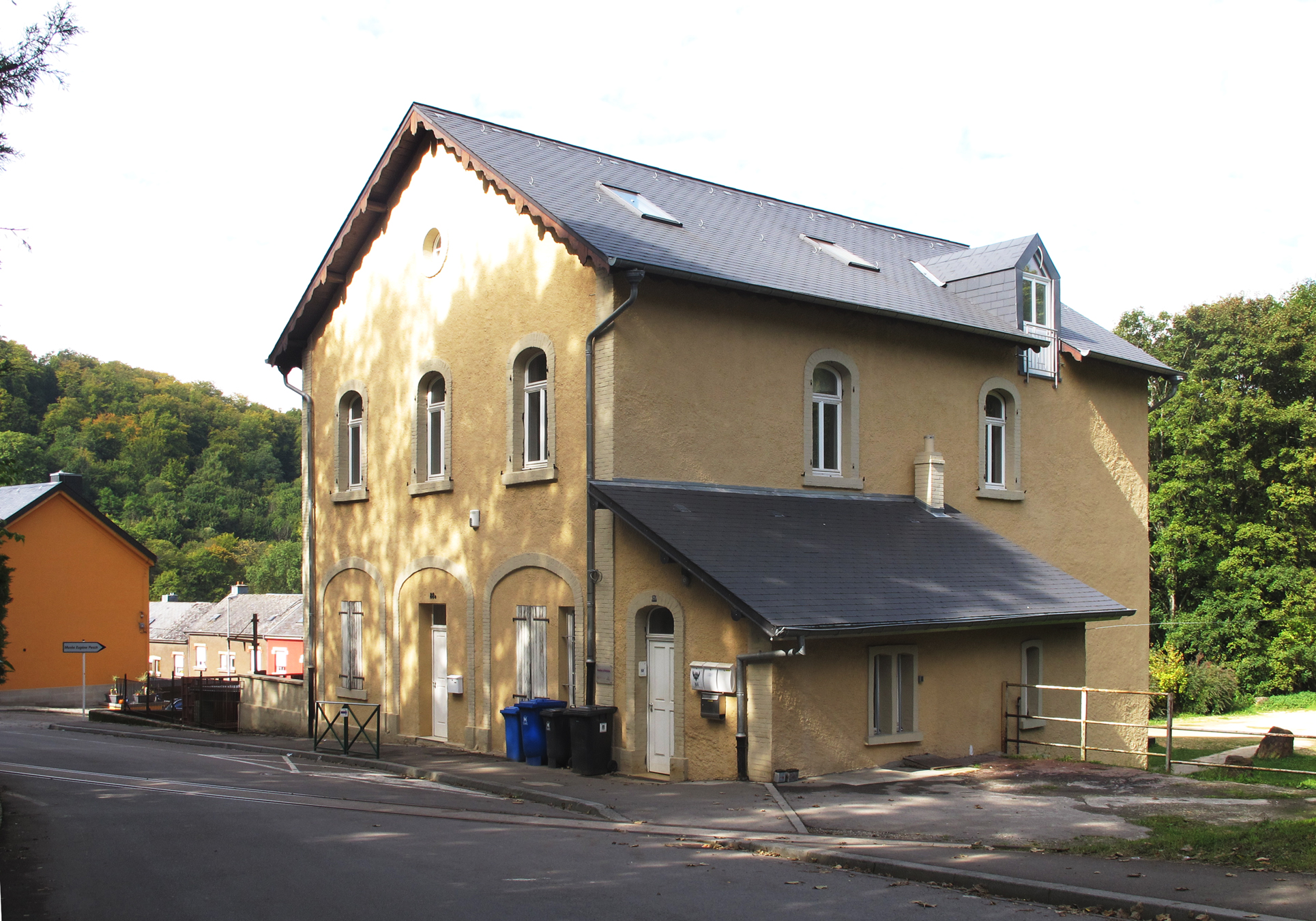
Musée Eugène Pesch.

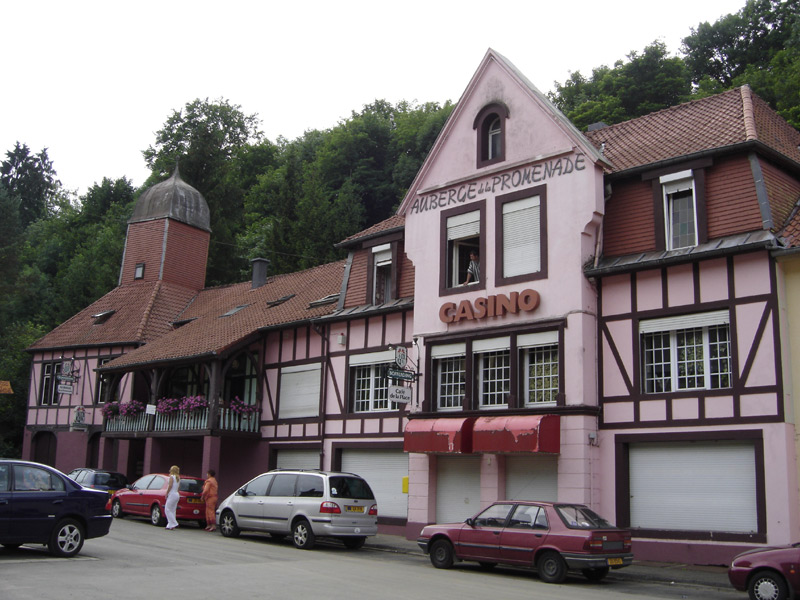
Kasinot i Lasauvage.

Lasauvage (franska) (luxemburgiska: Zowaasch lyssna (fil), tyska: Lasauvage) är en ort i kantonen Esch-sur-Alzette i sydvästra Luxemburg. Den ligger i kommunen Differdange vid gränsen till Frankrike, cirka 23,5 kilometer sydväst om staden Luxemburg. Orten har 447 invånare (2022).
I orten ligger Musée Eugène Pesch. Museijärnvägen Minièresbunn går igenom Lasauvage. Lasauvages kyrka är uppkallad efter helgonet Barbara och är modellerad efter Église Saint-Esprit i Paris.